# Dingle Bay
Dingle Bay (Bá an Daingin på irsk) er en bugt beliggende i County Kerry i det vestlige Irland. De ydre dele af Dingle-halvøen og Dingle-bugten markerer et af de vestligste punkter på det irske hovedland. Havnebyen Dingle ligger på den nordlige side af bugten.

## Geografi
Bugten løber cirka 40 km fra nordøst til sydvest ind i Atlanterhavet. Det er cirka 3 km bred i bunden og 20 km bred ved mundingen. Det flankeres mod nord af Dingle-halvøen og mod syd af Iveragh-halvøen. Floden Maine løber ind i bugten ved dens spids. Havnebyen Dingle ligger på den nordlige side af bugten. Andre bebyggelser med udsigt over bugten omfatter Ventry, Ballymeentrant, Beenbane og Kinard, og Annascaul og Glenbeigh ligger nær bugten. Killorglin ligger i spidsen af bugten ved mundingen af floden Laune.
En del af bugten er en beskyttet lavlandsmunding med tidevandsflader. På sydsiden af bugten, på Iveragh-halvøen, er der et fuglereservat, som er et vigtigt ynglested for alpekrage. Dette område har klipper, med græsarealer og hede på toppen.

## Historie
I det 19. århundrede var Dingle Bay et rigt område for fiskeri, og Dingle havde en kompetent og effektiv arbejdsstyrke. Dette skyldtes i høj grad indsatsen fra "Samfundet for at forbedre tilstanden for de fattige i Irland", og de forbedringer, de lavede i kystfiskeriet i Kerry. Det siges, at bugten bugnede af sardin, sild, torsk, kulmule og lange, og bådene landede ofte eksotiske fisk, der var mere forbundet med Middelhavsområdet, Portugal og Spanien.
Dingle Bay var det første sted i Europa, som flyveren Charles Lindbergh stødte på i 1927 under sin banebrydende 33-timers transatlantiske flyvning i flyvemaskinen Spirit of St. Louis fra New York til Paris. I filmen The Spirit of St. Louis fra 1957, ses Lindbergh, der blev portrætteret af James Stewart, der vinker til jublende landsbybeboerne i Dingle Bay, mens han flyver henover dem.